# テオフィル・アメル
テオフィル＝アブラム・アメル（Théophile-Abraham Hamel、1817年11月8日 - 1870年12月23日）は、19世紀、カナダの画家である。おもにケベック州に住み、多くのカナダの人物の肖像画を描いたことで知られている。

## 略歴
現在はケベック・シティーの一部であるサント＝フォワ(Sainte-Foy)で生まれた。1656年にノルマンディーのアヴルメニル(Avremesnil)からヌーベルフランスに入植したジャン・アメル(Jean Hame)を祖先にもつ裕福な農家の息子に生まれた。
1834年から1840年の間、アメルはケベックで活動していた画家のアントワーヌ・プラモンドン(Antoine Plamondon: 1804-1895)の元で学び、肖像画家となり有力な政治家の アマブル・ディオンヌ(Amable Dionne)の肖像画も描くようになった。
1843年6月からヨーロッパに修行にでて、フィレンツェで学び 、16世紀の巨匠、ティツィアーノの作品を模写して修行した。1846年に帰国し、ケベックにスタジオを開き、その翌年、モントリオールに移った。1850年代には画家として評価されるようになり、数年後に結婚した。政府から注文を受けるようになり、有力者から注文を受けた。新約聖書を題材に10点ほどの宗教画も残したが、シンプルなスタイルの肖像画家として知られている。同時代の人物だけでなくカナダの歴史上の人物の肖像画も描いた。1862年の火事で多くの作品が失われた。
甥のウジェーヌ・アメル(Eugène Hamel: 1845-1932)やブラッサ(Napoléon Bourassa: 1827-1916)、リュエラン(Ludger Ruelland: 1827-1896)、ジファール(Alexandre Stanislas Giffard : 1841-1880)といったカナダの画家を指導した。
1870年にケベック・シティーで亡くなった。

## 作品

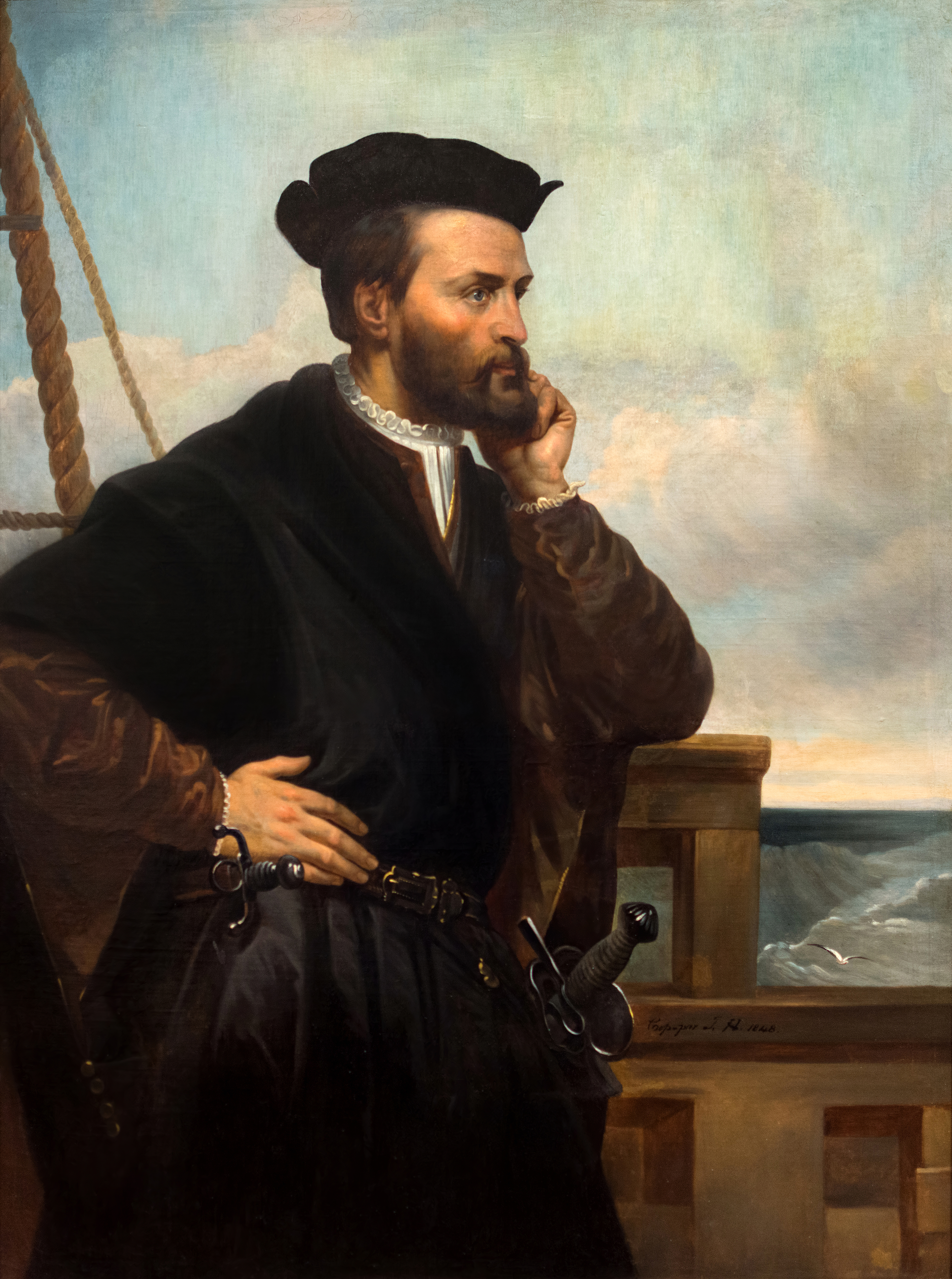
ジャック・カルティエ(16世紀探検家)(c.1844)
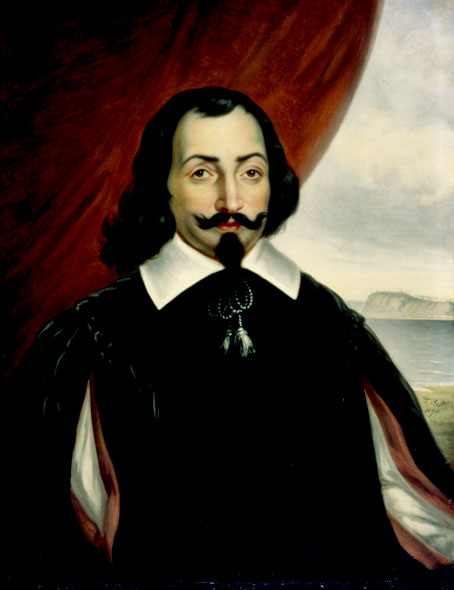
サミュエル・ド・シャンプラン(17世紀探検家)
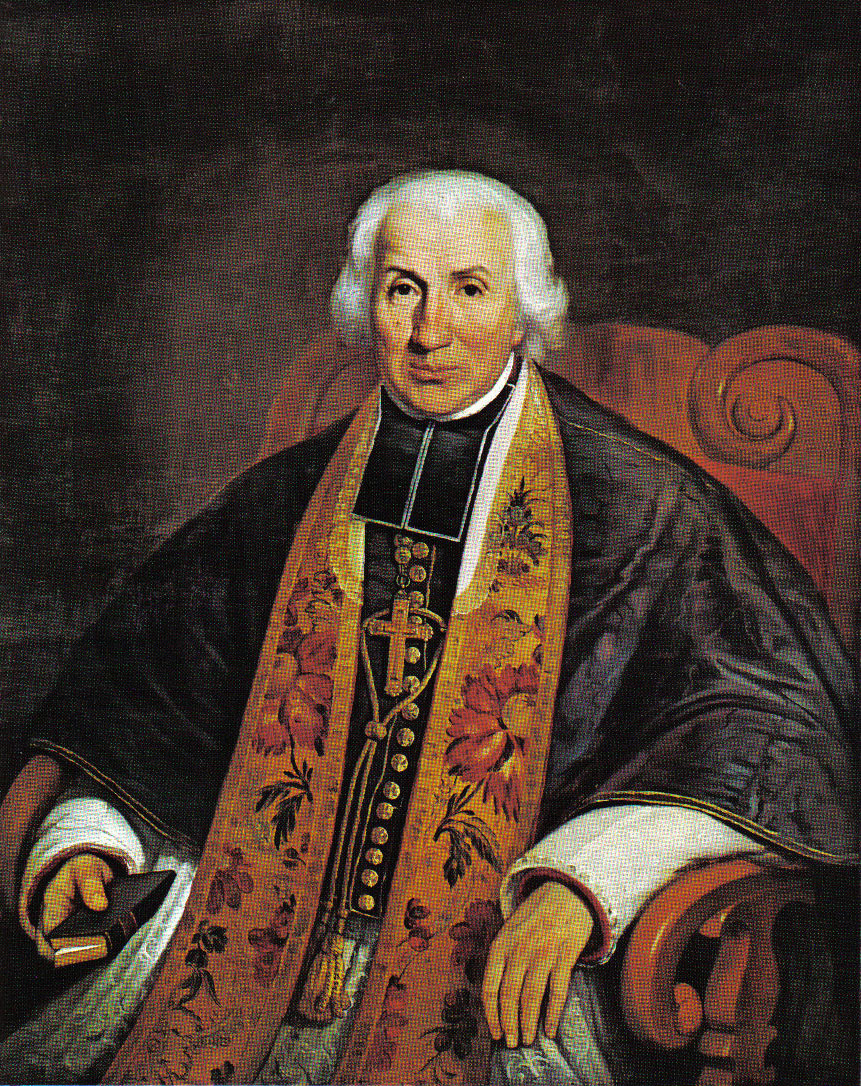
Joseph Signay(ケベックの大司教) (1847)
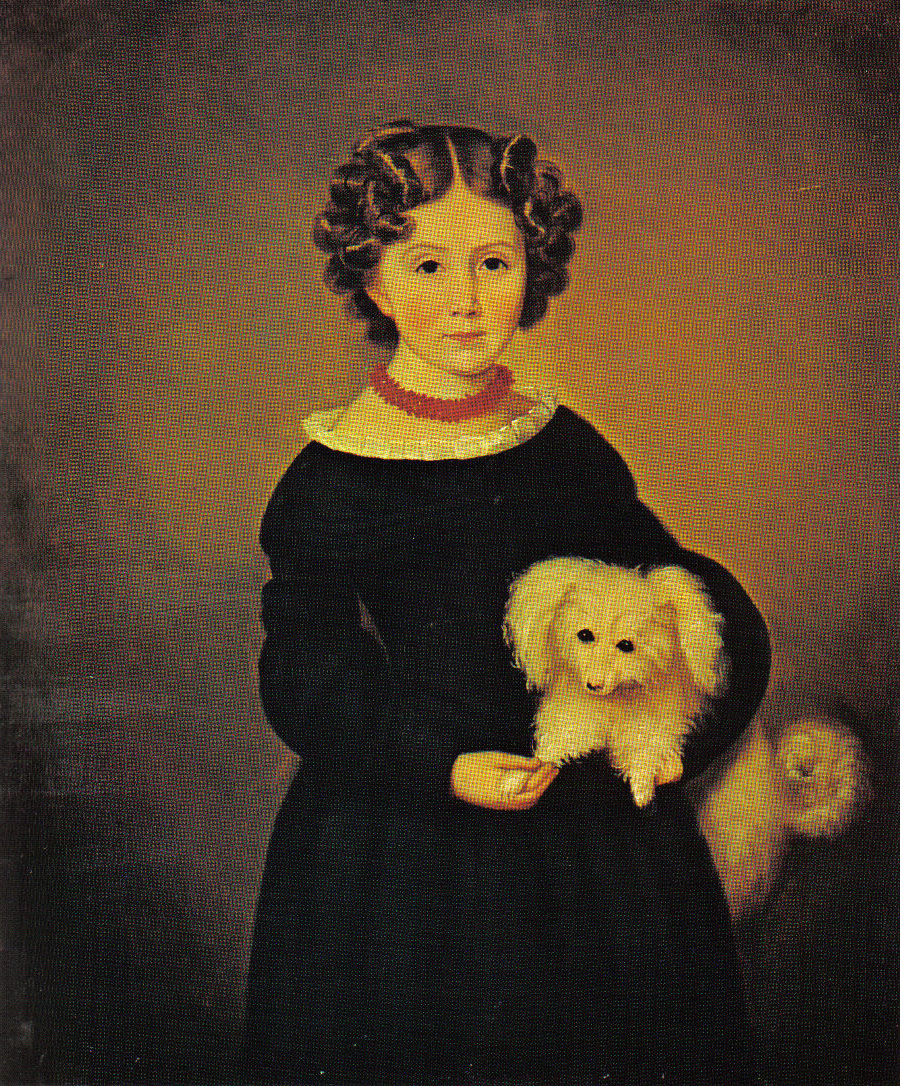
"Portrait of Léocadie Bilodeau" (c.1842)